# Allocosa biserialis
Allocosa biserialis este o specie de păianjeni din genul Allocosa, familia Lycosidae, descrisă de Roewer, 1959.
Este endemică în Congo. Conform Catalogue of Life specia Allocosa biserialis nu are subspecii cunoscute.